# Chaetilia ovata
Chaetilia ovata är en kräftdjursart som beskrevs av James Dwight Dana 1849. Chaetilia ovata ingår i släktet Chaetilia och familjen Chaetiliidae. Inga underarter finns listade i Catalogue of Life.